# Чарльз Беннетт (астрофізик)
Чарльз Беннетт (англ. Charles L. Bennett; нар. 16 листопада 1956, Нью-Брансвік, Нью-Джерсі, США) — американський астрофізик-спостерігач, професор фізики і астрономії Університету Джонса Гопкінса. Науковий керівник одного з найуспішніших проектів НАСА з вивчення реліктового випромінювання — WMAP.

## Біографія
В 1978 році з відзнакою закінчив Мерілендський університет за фахом «фізика» та «астрономія». З 1976 по 1978 рік проходив літню практику в Департаменті геомагнетизму Інституту Карнегі. В 1984 році став доктором філософії з фізики у Массачусетському технологічному інституті.

## Наукова діяльність
Беннет був заступником наукового керівника з розробки виборчих мікрохвильових радіометрів (DMR) для місії COBE, яка підтвердила анізотропію реліктового випромінювання. До 2005 року був старшим науковим співробітником з експериментальної космології і керівником відділу інфрачервоної астрофізики Центру космічних польотів Годдарда.
Як керівник місії WMAP Беннетт сприяв отриманню безпрецедентно точних і надійних даних про ключові властивості Всесвіту, включаючи її вік, вигин, частку темної та баріонної матерії, уточнення космологічної сталої та сталої Хаббла. Спостереження реліктового випромінювання раннього Всесвіту підтвердили правильність стандартної космологічної моделі

## Нагороди та визнання
- член Національної академії наук США
- член Американської асоціації сприяння розвитку науки
- член Американського астрономічного товариства
- член Американського інституту фізики
- член Американського фізичного товариства
- член Міжнародного астрономічного союзу
- 1992:NASA Exceptional Scientific Achievement Medal (for COBE)
- 2001:Popular Science «Best of What's New» Award in Aviation and Space for WMAP
- 2003:Премія Джона Лінідсі
- 2003:NASA Outstanding Leadership Award
- 2004:премія NASA за виняткові наукові досягнення
- 2004:член Американської академії мистецтв і наук[8]
- 2005:Національна премія «Ротарі»
- 2005:Медаль Генрі Дрейпера[9]
- 2006:Премія Грубера з космології[10]
- 2006:Премія Гарві[11]
- 2009:Премія Комстока з фізики[12]
- 2010:премія Шао[13]
- 2012:Премія Грубера з космології[14]
- 2013:Лекція Карла Янського[15]
- 2015:премія Томассоні[en][16]
- 2017:Медаль Ісаака Ньютона[17]
- 2018:Премія з фундаментальної фізики